# アリ・パシャ・モスク

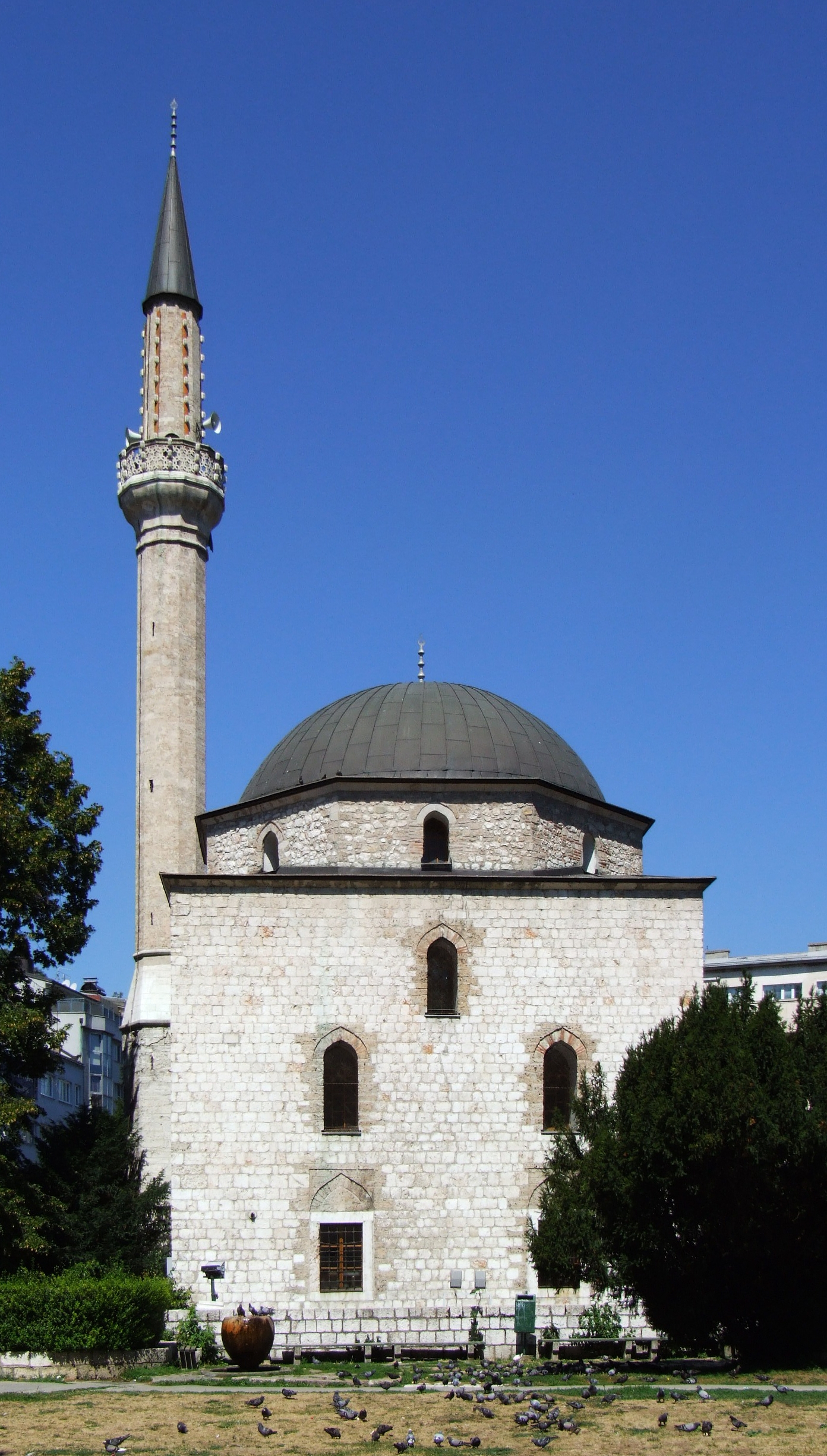
アリ・パシャ・モスク

アリ・パシャ・モスク（ボスニア語:Alipašina džamija）は、1560年から1561年にかけて、オスマン帝国のブダペスト地区の統治者（ベグレルベグ）、ルメリア州（後にボスニア州、1580–1867）の知事（パシャルク）であったハディム・アリ・パシャの遺産（vakuf）としてボスニアのサラエヴォに建てられたモスクである。今日のボスニア・ヘルツェゴビナ、サラエヴォ県のツェンタルにある。
モスクはイスタンブールの典型的な建築に倣って建てられている。中央の大きいドーム型の天井は礼拝の場を覆い、小さい3つのドームは回廊の上を覆っている。建物の枠組みには、2つのドーム型の墓地があり、それぞれ、1915年にアラドで死去した2人のガイレット活動家アヴド・スンブル（Avdo Sumbul）とベフジェト・ムテヴェリッチ（Behdžet Mutevelić）の石棺である。
アリ・パシャ・モスクは1990年代のボスニア・ヘルツェゴビナ紛争中、セルビア人勢力によるサラエヴォ包囲によって激しく損壊した。モスクの復興は段階的に続けられており、国立記念物保存委員会はアリ・パシャ・モスクをボスニア・ヘルツェゴビナの国家的記念物に加えることを決定した